# Francesco Adriani
Francesco Adriani (San Severino Marche, (Ancona), 1539 - Roma, 16 d'agost de 1575) fou un compositor i contrapuntista italià.
No se sap quan es traslladà a Roma, però Adriani apareix entre els membres de la Capella Sixtina del 17 de juliol de 1572 fins al 1573. quan succeí a François Roussel com a mestre de capella de Sant Joan del Laterà, plaça que va mantenir fins a la seva mort.